# Парламентские выборы во Франции (1852)
Парламентские выборы во Франции 1852 года проходили 29 февраля и 14 марта. Это были первые парламентские выборы Второй империи. Участвовало 6.222.983 избирателей из 9.836.043 зарегистрированных (не участвовало 36,73%). 
Бонапартисты получили подавляющее большинство. Вместе с 5 роялистами, которые вошли в альянс с бонапартистами, у них было 258 мест из 261 мандата. После выборов Партия порядка, победившая на предыдущих парламентских выборах 1849 года и активно выступавшая против захвата власти Луи Наполеоном, была запрещена.

## Результаты
| Партия        | Места |
| ------------- | ----- |
| Бонапартисты  | 253   |
| Роялисты      | 5     |
| Республиканцы | 3     |
| Всего         | 261   |